# 聯合國和平使者
聯合國和平使者（United Nations Messengers of Peace）多半是在藝術、音樂、電影、文學與運動等領域的傑出人士，經過聯合國的精心挑選，並同意藉由自己的影響力，讓世界更關注聯合國的工作與各項議題。
聯合國和平使者最初是以三年為單位，不過近期的13位和平使者中，邁克爾·道格拉斯、埃利·維瑟爾、珍‧古德三人卻服務了10年以上。
聯合國和平使者計畫始於1998年，附加於聯合國親善大使與聯合國榮譽大使的系統之中，而後兩者自1954年起（联合国儿童基金会指派 Danny Kaye 擔任首位親善大使）就由聯合國內部不同的單位營運。
親善大使與榮譽大使主要是推廣指派單位的活動（如婦女親善大使、愛滋病親善大使等等），而聯合國和平使者則是要統籌性的推廣整個聯合國的業務，並且是直接由联合国秘书长指派。

## 近期的聯合國和平使者
- 埃利·維瑟爾 - 指派於1998年
- 邁克爾·道格拉斯 - 指派於1998年
- 珍‧古德 - 指派於2002年
- 馬友友 - 指派於2006年
- 哈雅·賓特·海珊 - 指派於2007年
- 丹尼爾·巴倫波因 - 指派於2007年
- 保羅·科爾賀 - 指派於2007年
- 美島莉 - 指派於2007年
- 喬治·克隆尼 - 指派於2008年
- 莎莉·賽隆 - 指派於2008年
- 史提夫·汪達 - 指派於2009年
- 艾德華·諾頓 - 指派於2010年
- 郎朗 - 指派於2013年
- 李奧納多·狄卡皮歐 - 指派於2014年
- 斯科特·凯利（英语：Scott Kelly (astronaut)），2016年
- 马拉拉·优素福扎伊，2017年

## 較早期的和平使者
- 穆罕默德·阿里 - 指派於1998年
- 亞米‧崔吉（英语：Vijay Amritraj） - 指派於2001年
- Anna Cataldi - 指派於1998年
- 恩里科．馬西亞斯（英语：Enrico Macias） - 指派於1997年
- 溫頓·馬沙利斯 - 指派於2001年
- 盧奇亞諾·帕華洛帝 - 指派於1998年
- 旺加里·馬塔伊 - 指派於2009年

## 外部連結
- United Nations Messengers of Peace （页面存档备份，存于）